# Бульвар Победы (Колпино)
Бульвар Побе́ды — бульвар в городе Колпино Колпинского района Санкт-Петербурга. Проходит от территории Ижорского завода до бульвара Свободы.
С 1870-х годов проезд имел название 1-я Чухо́нская улица. В 1882 году её переименовали в Адмиралте́йскую улицу — она начинается от главной конторы Адмиралтейских Ижорских заводов. В 1918 году, сразу после смерти В. Володарского, её переименовали в улицу Волода́рского. Тем не менее северный участок (вдоль заводоуправления Ижорского завода) неофициально назывался Адмиралтейским проездом.
В 1970 году в связи с 25-летием Победы участок выделили из состава улицы Володарского и наименовали бульваром Победы. Причем сейчас бульвар Победы не переходит в улицу Володарского: 60-метровый отрезок между ними отнесён к бульвару Свободы. Бульвар Свободы также называют «Плиты» и «перешеек смерти». Бульвар получил второе название из-за сильных обстрелов плотины гитлеровцами, пытавшихся затопить Ижорский завод. В 1959 году на бульваре Свободы установлен памятник воинам-ижорцам.
Западную сторону бульвара Победы между проспектом Ленина и бульваром Свободы занимает Городской сад.
По состоянию на апрель 2017 г. по бульвару Победы числится одно здание № 1 — здание бывшего Заводоуправления Ижорских заводов, а ныне штаб-квартира Администрации Колпинского района.